# Salvia micrantha
Salvia micrantha är en kransblommig växtart som beskrevs av Vahl. Salvia micrantha ingår i släktet salvior, och familjen kransblommiga växter.

## Underarter
Arten delas in i följande underarter:
- S. m. blodgettii
- S. m. micrantha